# CF 우니앙
CF 우니앙(Clube de Futebol União) 또는 우니앙 다 마데이라(União da Madeira)는 포르투갈의 마데이라 제도에 위치한 푼샬을 연고로 하는 축구팀이다. 이 팀은 1913년에 창단하였다.

## 역대 감독
| 감독                  | 임기        |
| --------------------- | ----------- |
| 아르투르 베르나르지스 | 1994 ~ 1995 |
| 조르즈 제주스         | 1998        |